# Kōki Machida
Kōki Machida (町田浩樹?, Machida Kōki; prefettura di Ibaraki, 25 agosto 1997) è un calciatore giapponese, difensore dell'Hoffenheim e della nazionale giapponese.

## Carriera

### Club
Cresciuto nelle giovanili dei Kashima Antlers, debutta con il club nel 2016 e vi milita sino al 4 gennaio 2022, giorno in cui viene ceduto in prestito per 18 mesi ai belgi dell'Union Saint-Gilloise.
Il 27 giugno 2025 viene acquistato dall'Hoffenheim.

### Nazionale
Il 1º gennaio 2024 viene convocato per la Coppa d'Asia 2023, manifestazione in cui scende in campo in due occasioni.

## Statistiche

### Presenze e reti nei club
Statistiche aggiornate al 25 maggio 2025.
| Stagione                    | Club                        | Campionato                  | Campionato | Campionato | Coppe nazionali | Coppe nazionali | Coppe nazionali | Coppe continentali | Coppe continentali | Coppe continentali | Supercoppe | Supercoppe | Supercoppe | Totale | Totale |
| Stagione                    | Club                        | Comp                        | Pres       | Reti       | Comp            | Pres            | Reti            | Comp               | Pres               | Reti               | Comp       | Pres       | Reti       | Pres   | Reti   |
| --------------------------- | --------------------------- | --------------------------- | ---------- | ---------- | --------------- | --------------- | --------------- | ------------------ | ------------------ | ------------------ | ---------- | ---------- | ---------- | ------ | ------ |
| 2016                        | Kashima Antlers             | J1                          | 0          | 0          | CG+CdL          | 0+2             | 0               | -                  | -                  | -                  | SBC+Cmc    | 0          | 0          | 2      | 0      |
| 2017                        | Kashima Antlers             | J1                          | 2          | 0          | CG+CdL          | 0               | 0               | AFC                | 0                  | 0                  | SG         | 0          | 0          | 2      | 0      |
| 2018                        | Kashima Antlers             | J1                          | 8          | 2          | CG+CdL          | 1+4             | 0               | AFC                | 0                  | 0                  | Cmc        | 0          | 0          | 13     | 2      |
| 2019                        | Kashima Antlers             | J1                          | 22         | 1          | CG+CdL          | 5+0             | 0               | ACL                | 10                 | 0                  | -          | -          | -          | 37     | 1      |
| 2020                        | Kashima Antlers             | J1                          | 21         | 0          | CG+CdL          | 0+2             | 0               | AFC                | 0                  | 0                  | -          | -          | -          | 23     | 0      |
| 2021                        | Kashima Antlers             | J1                          | 34         | 5          | CG+CdL          | 2+3             | 0               | -                  | -                  | -                  | -          | -          | -          | 39     | 5      |
| Totale Kashima Antlers      | Totale Kashima Antlers      | Totale Kashima Antlers      | 87         | 8          |                 | 19              | 0               |                    | 10                 | 0                  |            | 0          | 0          | 116    | 8      |
| gen.-giu. 2022              | Union Saint-Gilloise        | D1                          | 6+5        | 0          | CB              | -               | -               | -                  | -                  | -                  | -          | -          | -          | 11     | 0      |
| 2022-2023                   | Union Saint-Gilloise        | D1                          | 7+1        | 0          | CB              | 1               | 0               | UCL+UEL            | 0+1                | 0                  | -          | -          | -          | 10     | 0      |
| 2023-2024                   | Union Saint-Gilloise        | D1                          | 23+8       | 0+1        | CB              | 3               | 2               | UEL+UECL           | 7+4                | 0                  | -          | -          | -          | 45     | 3      |
| 2024-2025                   | Union Saint-Gilloise        | D1                          | 25+9       | 0+1        | CB              | 3               | 0               | UCL+UEL            | 2+8                | 0                  | SB         | 1          | 0          | 48     | 1      |
| Totale Union Saint-Gilloise | Totale Union Saint-Gilloise | Totale Union Saint-Gilloise | 61+23      | 0+2        |                 | 7               | 2               |                    | 22                 | 0                  |            | 1          | 0          | 114    | 4      |
| Totale carriera             | Totale carriera             | Totale carriera             | 171        | 10         |                 | 26              | 2               |                    | 32                 | 0                  |            | 1          | 0          | 230    | 12     |

### Cronologia presenze e reti in nazionale
| Cronologia completa delle presenze e delle reti in nazionale ― Giappone | Cronologia completa delle presenze e delle reti in nazionale ― Giappone | Cronologia completa delle presenze e delle reti in nazionale ― Giappone | Cronologia completa delle presenze e delle reti in nazionale ― Giappone | Cronologia completa delle presenze e delle reti in nazionale ― Giappone | Cronologia completa delle presenze e delle reti in nazionale ― Giappone | Cronologia completa delle presenze e delle reti in nazionale ― Giappone | Cronologia completa delle presenze e delle reti in nazionale ― Giappone |
| Data                                                                    | Città                                                                   | In casa                                                                 | Risultato                                                               | Ospiti                                                                  | Competizione                                                            | Reti                                                                    | Note                                                                    |
| ----------------------------------------------------------------------- | ----------------------------------------------------------------------- | ----------------------------------------------------------------------- | ----------------------------------------------------------------------- | ----------------------------------------------------------------------- | ----------------------------------------------------------------------- | ----------------------------------------------------------------------- | ----------------------------------------------------------------------- |
| 12-9-2023                                                               | Genk                                                                    | Giappone                                                                | 4 – 2                                                                   | Turchia                                                                 | Amichevole                                                              | -                                                                       | 79’                                                                     |
| 13-10-2023                                                              | Niigata                                                                 | Giappone                                                                | 4 – 1                                                                   | Canada                                                                  | Amichevole                                                              | -                                                                       |                                                                         |
| 17-10-2023                                                              | Kōbe                                                                    | Giappone                                                                | 2 – 0                                                                   | Tunisia                                                                 | Amichevole                                                              | -                                                                       | 64’                                                                     |
| 16-11-2023                                                              | Suita                                                                   | Giappone                                                                | 5 – 0                                                                   | Birmania                                                                | Qual. Mondiali 2026                                                     | -                                                                       |                                                                         |
| 21-11-2023                                                              | Gedda                                                                   | Siria                                                                   | 0 – 5                                                                   | Giappone                                                                | Qual. Mondiali 2026                                                     | -                                                                       | 76’                                                                     |
| 1-1-2024                                                                | Tokyo                                                                   | Giappone                                                                | 5 – 0                                                                   | Thailandia                                                              | Amichevole                                                              | -                                                                       |                                                                         |
| 24-1-2024                                                               | Doha                                                                    | Giappone                                                                | 3 – 1                                                                   | Indonesia                                                               | Coppa d'Asia 2023 - 1º turno                                            | -                                                                       |                                                                         |
| 31-1-2024                                                               | Doha                                                                    | Bahrein                                                                 | 1 – 3                                                                   | Giappone                                                                | Coppa d'Asia 2023 - Ottavi di finale                                    | -                                                                       | 80’                                                                     |
| 21-3-2024                                                               | Tokyo                                                                   | Giappone                                                                | 1 – 0                                                                   | Corea del Nord                                                          | Qual. Mondiali 2026                                                     | -                                                                       |                                                                         |
| 11-6-2024                                                               | Hiroshima                                                               | Giappone                                                                | 5 – 0                                                                   | Siria                                                                   | Qual. Mondiali 2026                                                     | -                                                                       |                                                                         |
| 5-9-2024                                                                | Saitama                                                                 | Giappone                                                                | 7 – 0                                                                   | Cina                                                                    | Qual. Mondiali 2026                                                     | -                                                                       |                                                                         |
| 10-9-2024                                                               | Riffa                                                                   | Bahrein                                                                 | 0 – 5                                                                   | Giappone                                                                | Qual. Mondiali 2026                                                     | -                                                                       |                                                                         |
| 10-10-2024                                                              | Gedda                                                                   | Arabia Saudita                                                          | 0 – 2                                                                   | Giappone                                                                | Qual. Mondiali 2026                                                     | -                                                                       | 62’                                                                     |
| 15-10-2024                                                              | Saitama                                                                 | Giappone                                                                | 1 – 1                                                                   | Australia                                                               | Qual. Mondiali 2026                                                     | -                                                                       |                                                                         |
| 15-11-2024                                                              | Giacarta                                                                | Indonesia                                                               | 0 – 4                                                                   | Giappone                                                                | Qual. Mondiali 2026                                                     | -                                                                       |                                                                         |
| 19-11-2024                                                              | Xiamen                                                                  | Cina                                                                    | 1 – 3                                                                   | Giappone                                                                | Qual. Mondiali 2026                                                     | -                                                                       |                                                                         |
| 5-6-2025                                                                | Perth                                                                   | Australia                                                               | 1 – 0                                                                   | Giappone                                                                | Qual. Mondiali 2026                                                     | -                                                                       | 46’                                                                     |
| Totale                                                                  |                                                                         | Presenze                                                                | 17                                                                      |                                                                         | Reti                                                                    | 0                                                                       |                                                                         |

| Cronologia completa delle presenze e delle reti in nazionale ― Giappone Olimpica | Cronologia completa delle presenze e delle reti in nazionale ― Giappone Olimpica | Cronologia completa delle presenze e delle reti in nazionale ― Giappone Olimpica | Cronologia completa delle presenze e delle reti in nazionale ― Giappone Olimpica | Cronologia completa delle presenze e delle reti in nazionale ― Giappone Olimpica | Cronologia completa delle presenze e delle reti in nazionale ― Giappone Olimpica | Cronologia completa delle presenze e delle reti in nazionale ― Giappone Olimpica | Cronologia completa delle presenze e delle reti in nazionale ― Giappone Olimpica |
| Data                                                                             | Città                                                                            | In casa                                                                          | Risultato                                                                        | Ospiti                                                                           | Competizione                                                                     | Reti                                                                             | Note                                                                             |
| -------------------------------------------------------------------------------- | -------------------------------------------------------------------------------- | -------------------------------------------------------------------------------- | -------------------------------------------------------------------------------- | -------------------------------------------------------------------------------- | -------------------------------------------------------------------------------- | -------------------------------------------------------------------------------- | -------------------------------------------------------------------------------- |
| 22-7-2021                                                                        | Chōfu                                                                            | Giappone                                                                         | 1 – 0                                                                            | Sudafrica                                                                        | Olimpiadi 2020 - 1º turno                                                        | -                                                                                | 85’                                                                              |
| Totale                                                                           |                                                                                  | Presenze                                                                         | 1                                                                                |                                                                                  | Reti                                                                             | 0                                                                                |                                                                                  |

| Cronologia completa delle presenze e delle reti in nazionale ― Giappone under 23 | Cronologia completa delle presenze e delle reti in nazionale ― Giappone under 23 | Cronologia completa delle presenze e delle reti in nazionale ― Giappone under 23 | Cronologia completa delle presenze e delle reti in nazionale ― Giappone under 23 | Cronologia completa delle presenze e delle reti in nazionale ― Giappone under 23 | Cronologia completa delle presenze e delle reti in nazionale ― Giappone under 23 | Cronologia completa delle presenze e delle reti in nazionale ― Giappone under 23 | Cronologia completa delle presenze e delle reti in nazionale ― Giappone under 23 |
| Data                                                                             | Città                                                                            | In casa                                                                          | Risultato                                                                        | Ospiti                                                                           | Competizione                                                                     | Reti                                                                             | Note                                                                             |
| -------------------------------------------------------------------------------- | -------------------------------------------------------------------------------- | -------------------------------------------------------------------------------- | -------------------------------------------------------------------------------- | -------------------------------------------------------------------------------- | -------------------------------------------------------------------------------- | -------------------------------------------------------------------------------- | -------------------------------------------------------------------------------- |
| 22-3-2019                                                                        | Yangon                                                                           | Giappone under 23                                                                | 8 – 0                                                                            | Macao under 23                                                                   | Qualificazioni Coppa d'Asia AFC Under-23 2020                                    | 1                                                                                |                                                                                  |
| 26-3-2019                                                                        | Yangon                                                                           | Giappone under 23                                                                | 7 – 0                                                                            | Birmania under 23                                                                | Qualificazioni Coppa d'Asia AFC Under-23 2020                                    | -                                                                                |                                                                                  |
| 6-9-2019                                                                         | Celaya                                                                           | Messico under 23                                                                 | 0 – 0                                                                            | Giappone under 23                                                                | Amichevole                                                                       | -                                                                                |                                                                                  |
| 14-10-2019                                                                       | Recife                                                                           | Brasile under 23                                                                 | 2 – 3                                                                            | Giappone under 23                                                                | Amichevole                                                                       | -                                                                                | 85’                                                                              |
| 12-1-2020                                                                        | Rangsit                                                                          | Siria under 23                                                                   | 2 – 1                                                                            | Giappone under 23                                                                | Coppa d'Asia AFC Under-23 2020                                                   | -                                                                                | 9’                                                                               |
| 15-1-2020                                                                        | Bangkok                                                                          | Qatar under 23                                                                   | 1 – 1                                                                            | Giappone under 23                                                                | Coppa d'Asia AFC Under-23 2020                                                   | -                                                                                |                                                                                  |
| 29-3-2021                                                                        | Kitakyūshū                                                                       | Giappone under 23                                                                | 3 – 0                                                                            | Argentina under 23                                                               | Amichevole                                                                       | -                                                                                |                                                                                  |
| 12-6-2021                                                                        | Toyota                                                                           | Giappone under 23                                                                | 4 – 0                                                                            | Giamaica under 23                                                                | Amichevole                                                                       | -                                                                                | 46’                                                                              |
| 12-7-2021                                                                        | Ōsaka                                                                            | Giappone under 23                                                                | 3 – 1                                                                            | Honduras under 23                                                                | Amichevole                                                                       | -                                                                                | 80’                                                                              |
| 17-7-2021                                                                        | Kōbe                                                                             | Giappone under 23                                                                | 1 – 1                                                                            | Spagna under 23                                                                  | Amichevole                                                                       | -                                                                                | 46’                                                                              |
| Totale                                                                           |                                                                                  | Presenze                                                                         | 10                                                                               |                                                                                  | Reti                                                                             | 1                                                                                |                                                                                  |

## Palmarès

### Club

#### Competizioni nazionali
- Campionato giapponese: 1

Kashima Antlers: 2016
- Coppa dell'Imperatore: 1

Kashima Antlers: 2016
- Supercoppa del Giappone: 1

Kashima Antlers: 2017
- Coppa del Belgio: 1

Union Saint-Gilloise: 2023-2024
- Supercoppa del Belgio: 1

Union Saint-Gilloise: 2024
- Campionato belga: 1

Union Saint-Gilloise: 2024-2025

#### Competizioni internazionali
- AFC Champions League: 1

Kashima Antlers: 2018

### Nazionale
- Coppa d'Asia Under-19: 1

2016